# علياء الحميان
علياء العبد العزيز الحميان والدة الأميرين عبد الله وعبيد العلي الرشيد، مؤسسي إمارة الرشيد في مدينة حائل.
تزوجت علياء الحميان من علي الرشيد، عام 1790 ، وأنجبت منه كل من : 
1. عبد الله (-)
2. عبيد (-)
3. عبد العزيز (توفي صغيراً).
4. نورة.

ويُشار إلى أنها كانت خلف الطموح السياسي المتقد لدى إبنيها عبد الله وعبيد. ويُروى أن الأمير صالح بن عبد المحسن آل علي (حاكم حائل من 1818 - 1834)، قد فرض عليها الإقامة الجبرية في بستان تملكه عائلتها في حائل ، بعد أن نفى ولديها إلى العراق عام 1820، عندما قادوا حركة معارضة ضده في حائل. وكان زوجها علي الرشيد قد توفي عام 1803.
ويشير ذلك إلى أنها كانت ذات دور مؤثر في الحركة التي أنشأها ولديها، وإلا ما كانت لتفرض عليها الإقامة الجبرية.
ولا يُعرف تاريخ وفاتها بالضبط، كما هو الحال مع تاريخ مولدها، غير أنه من المؤكد أنها كانت على قيد الحياة عندما تولى إبنها عبد الله الحكم في حائل، وذلك بحسب الروايات التاريخية التي تؤكد أن علياء كانت تزوّد إبنها عبد الله بآخر الأنباء والتطورات في حائل عندما استطاع صالح آل علي الحاكم السابق استرداد الحكم من الرشيد لعدة أشهر عام 1834.

## هوامش
1. ↑  أنظر : نساء شهيرات من نجد - د. دلال مخلد الحربي - دارة الملك عبد العزيز 2005.
2. 1 2  المرجع السابق.